# جانویسلو
|نام‌رسمی=جانوسلو
|استان= آذربایجان غربی
|شهرستان = ارومیه
|بخش = بخش مرکزی
|جمعیت = ۴۰۸نفر
|زبان=ترکی
|کد آماری    =۰۴۰۰۴۵
جانویسلو، شهرکی است از توابع بخش مرکزی شهرستان ارومیه استان آذربایجان غربی ایران.

## جمعیت
این شهرک در شهرستان ارومیه قرار داشته و بر اساس سرشماری سال ۱۳۸۵ جمعیّت آن ۴۰۸ نفر (۱۰۹ خانوار)
بوده‌است.

## زبان
زبان اهالی ترکی و مسیحی است.

## جاهای دیدنی
- کوه سیرداغی
- کلیسای سیر
- طبیعت زیبای آن
- کلیسای ننه مریم
- قبرستان تاریخی